# Per Arvid Säve

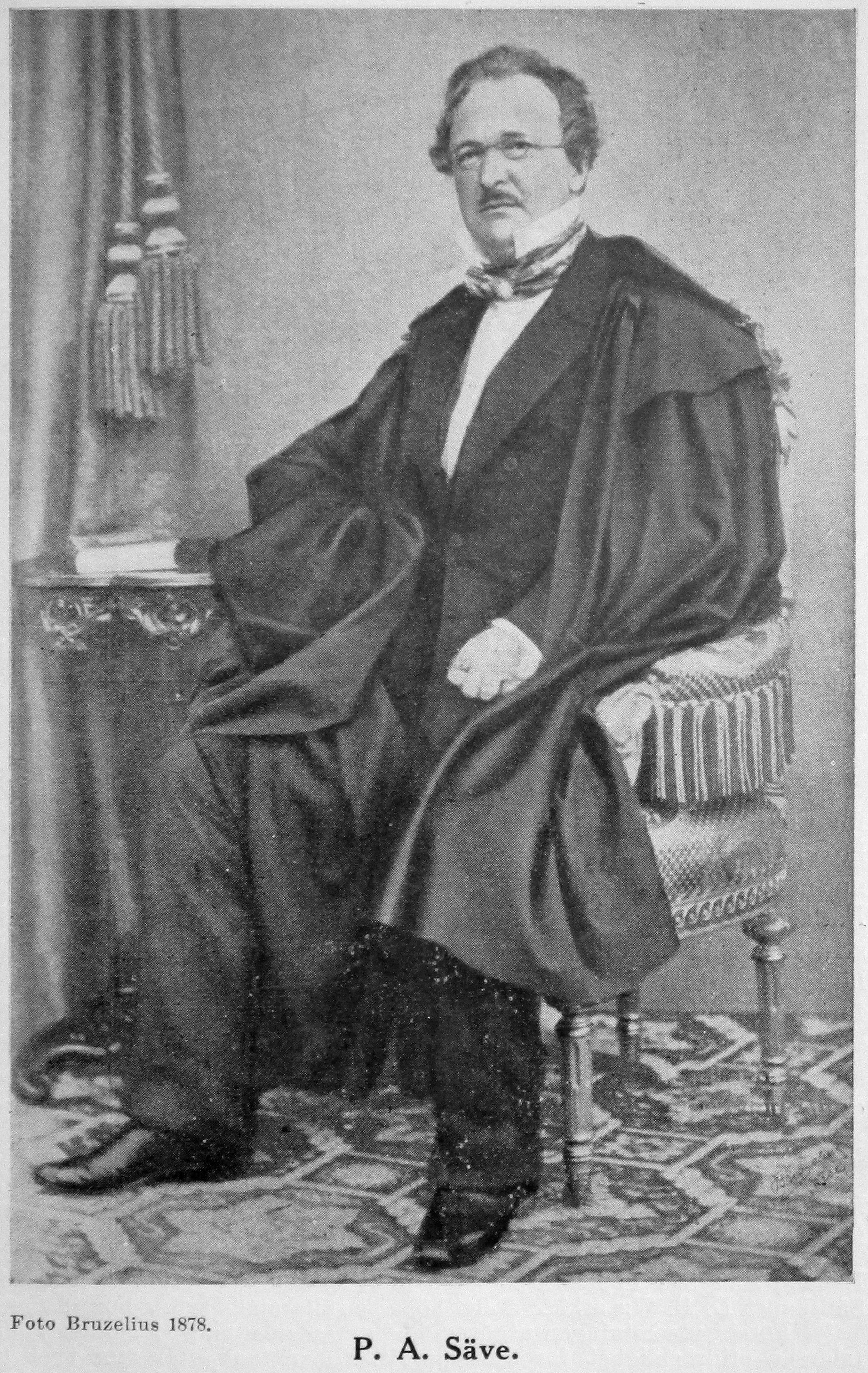
Per Arvid Säve um etwa 1870

Per Magnus Arvid Säve (* 19. April 1811 in Roma; † 10. November 1887 in Visby) war ein schwedisch-gotländischer Lehrer, Volkskundler und Maler.

## Leben und Wirken
Per Arvid Säve wurde 1811 in Roma auf Gotland als Sohn des örtlichen Pfarrers Per Säve geboren. Einer seiner Brüder, Carl Fredrik Säve, wurde später als Inhaber der ersten Professur für nordische Sprachen in Schweden bekannt. Säve selbst begann 1830 ein humanistisches Studium an der Universität Uppsala. Zeitgleich begann er unter dem Dozenten Johan Way das Zeichnen zu studieren. Im Jahr 1833 wurde Säve schließlich zum stellvertretenden und von 1835 an schließlich zum formellen Lehreradjunkt in Visby berufen. Zudem leitete er mehrere Jahre eine private Zeichenschule in Visby. Wesentlich für seinen weiteren Lebensweg wurde jedoch sein kulturgeschichtliches Interesse für die Alltagskultur Gotlands. Als Volkskundler dokumentierte er die Zeugnisse der gotländischen Geschichte, Sprache und Kultur. Auf zahlreichen Zeichnungen hielt er das Leben der Gotländer im 19. Jahrhundert fest. Zwischen 1861 und 1865 fungierte er formell als Antiquitätsintendant der schwedischen Königlichen Geschichtsakademie für Gotland, Östergötland und Västergötland. Seine volkskundlichen Sammlungen (Gotländska samlingar) umfassten über 800 Seiten geschriebenen Text sowie zahlreiche Zeichnungen. Die von ihm und seinem Bruder Carl Frederik zusammengetragene Wörtersammlung in gutnischer Sprache umfasste bei seinem Tod etwa 28.000 Wörter. Seine Sammlungen befinden sich heute in der Universitätsbibliothek Uppsala. Selbst publizierte Säve mehrere Bücher mit zum Beispiel Sagen und Legenden der Insel wie Strandens sagor (1873), Åkerns sagor (1876) und Havets och fiskarens sagor (1880). Sein Material fand später unter anderem auch Anwendung in Sagor från Gotland (1945) in der Reihe Svenska folkagor. Die gutnischen Wörtersammlungen wurden zwischen 1936 und 1945 Grundlage für das Gotländsk ordbok.
Säve war auch einer der Initiatoren der Gründung des gotländischen Museums Gotlands Fornsal. Zudem sprach er sich schon früh für den Tier- und Umweltschutz aus und veröffentlichte 1877 eine Schrift, in der er sich für ein Tierschutzgesetz aussprach. 1877 wurde er Ehrendoktor der Philosophie in Uppsala und 1882 Ehrenmitglied der volkskundlichen Gesellschaft (Svenska fornminnesföreningen) sowie 1885 der schwedischen Geschichtsgesellschaft.